# Sturmscharführer
Sturmscharführer was een rang van de Waffen-SS die bestond tussen 1934 en 1945.
De rang was de hoogste niet-officiersrang in de Waffen-SS, equivalent aan de sergeant-majoor in andere militaire organisaties. De Sturmscharführer was uniek voor de Waffen-SS en werd niet gebruikt in de reguliere SS (de Allgemeine SS), waar de hoogste niet-officiersrang die van Hauptscharführer was.
De rang van Sturmscharführer werd ingesteld in juni 1934, na de Nacht van de Lange Messen. Bij de reorganisatie van de SS werd  Sturmscharführer gecreëerd als de hoogste onderofficiersrang van de SS-Verfügungstruppe, in plaats van de oudere SA-rang van Haupttruppführer. In 1941 werd de Waffen-SS de opvolger van de SS-Verfügungstruppe; de rang van Sturmscharführer bleef de hoogste onderofficiersrang.
Het insigne voor een Sturmscharführer was een zwart vierkant met twee zilveren ruiten diagonaal en vier zilveren strepen verticaal in combinatie met epauletten van een Stabsfeldwebel van de Wehrmacht. Zoals het geval was met de Waffen-SS-insignes voor manschappen en onderofficieren, was de kraagspiegel van een Sturmscharführer omrand met zwart-zilver gevlochten koord tot 1940, toen de omrandingen werden gewijzigd; zoals met alle onderofficieren, werden de kraagspiegels omrand met 9 mm gevlochten zilver-grijs koord. 

Insignes van de rang Sturmscharführer
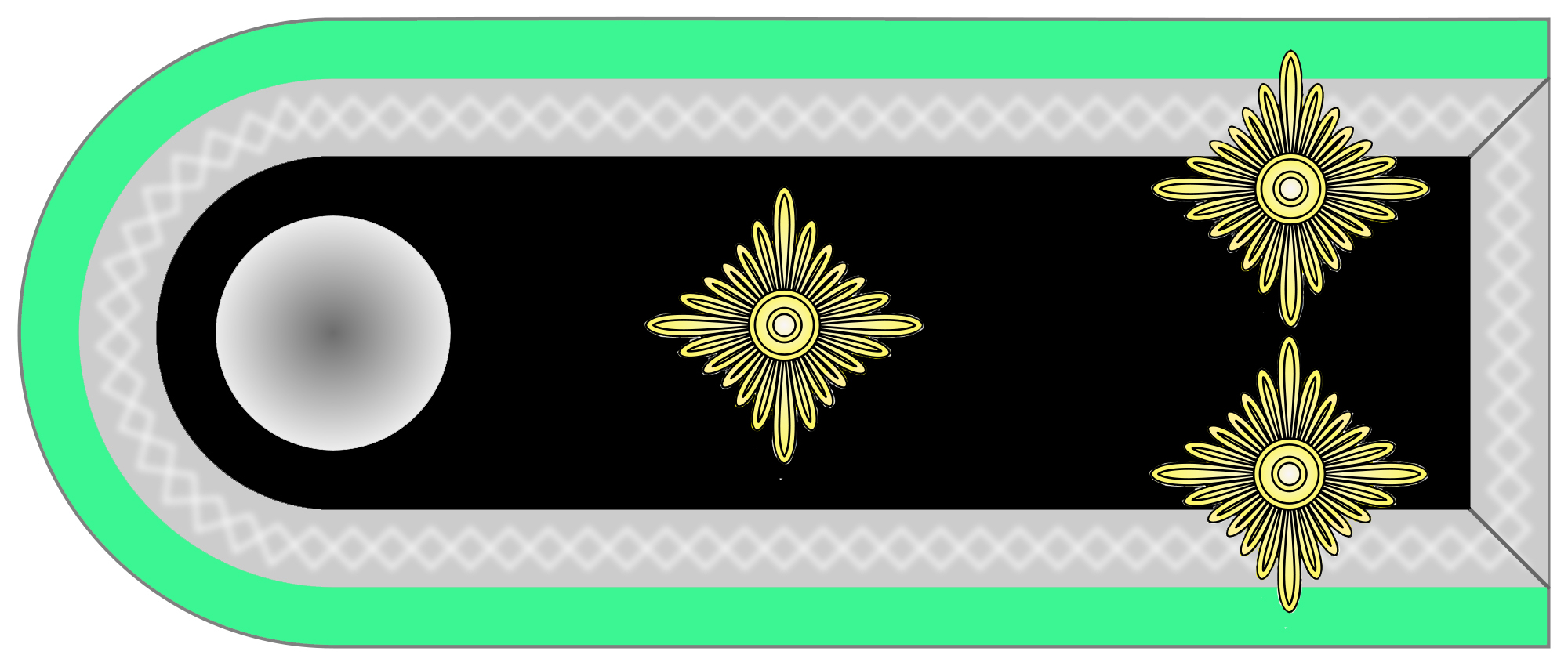
Epaulet
Kraagspiegels
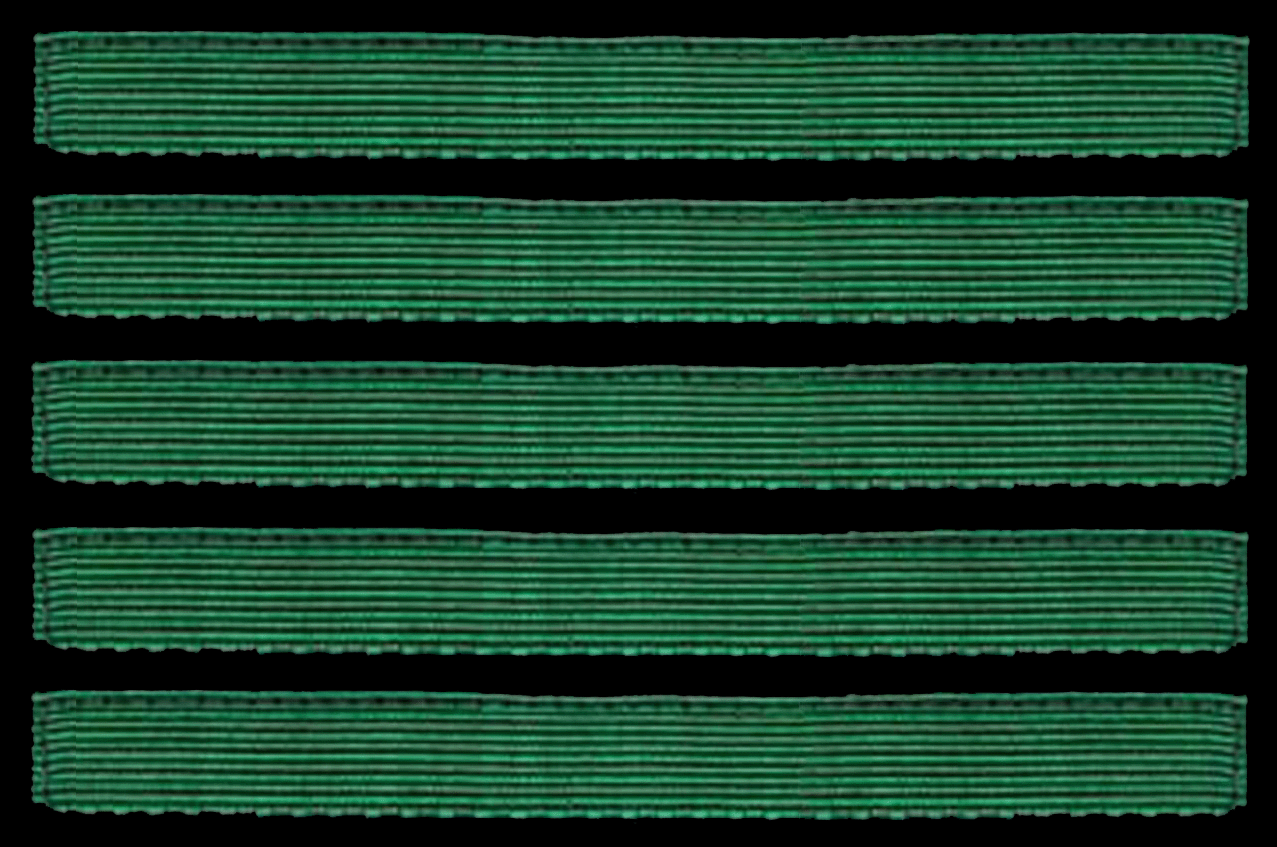
Mouw camouflageparka